# Стерж
Стерж — озеро в Осташковском районе Тверской области России, часть Верхневолжского водохранилища, третье по величине в системе Верхневолжских озёр на Валдайской возвышенности, первое из группы озёр, через которое проходит верхнее течение реки Волги. Стерж означает «тихое озеро».

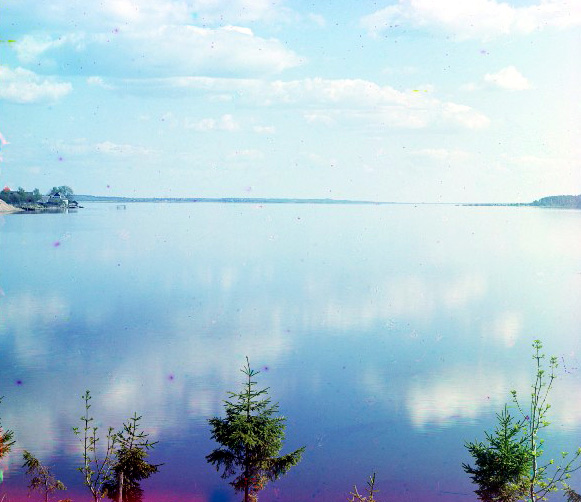
Озеро Стерж в 1910 году. Фотография С. М. Прокудина-Горского

Длина — 12 км, ширина — до 1,5 км, средняя глубина — 5,1 м, наибольшая — 8 м. Площадь около 18 км². Высота над уровнем моря — 206 м.
В озеро впадают реки Песчинка, Синчина, Руна (по правому берегу Волги) и Прокоп (протока от озера Стергут), Морщиха, Ульинка (по левому берегу Волги).
Берега озера, представляющего собой типичный селигерский плес, относительно высокие, дно и берега сложены песком и галькой.
Ранее озеро было судоходно, по нему проходила пассажирская линия «Пено—Ширково—Коковкино» протяжённостью 60 км, обслуживаемая теплоходом «Зарница».
У впадения Волги в озеро Стерж находится Стерженское городище — летописный «град» новгородских словен.